# Utricularia linearis
Utricularia linearis — вид рослин із родини пухирникових (Lentibulariaceae).

## Біоморфологічна характеристика
Це водна рослина. Вид має просту білу квітку довжиною приблизно 1 см. Нижня губа віночка розширюється назовні і донизу і злегка зубчаста по краю. Піднебіння жовте чи салатово-зелене. Вид відрізняється своєю довгою м'ясистою квітконіжкою, яка піднімає квітку над поверхнею води. Коли вид цвіте на мілководді, квітконіжка рухається по поверхні води, перш ніж повертатися вгору, щоб підняти цвітіння. Листя лінійне, що дає назву виду.

## Середовище проживання
Вид росте в Австралії — Північна територія.
Росте на берегах боліт.